# Peripoli Oxford
Il Peripoli Oxford è un ciclomotore prodotto negli anni ottanta e novanta dall'azienda Moto Peripoli di Montecchio Maggiore.

## Il motorino
L'Oxford è stato forse il motorino che meglio ha rappresentato il segmento dei tuboni che tra gli altri comprendeva il Malaguti Fifty, il Motron, e l'OMC R4. Infatti, il suo telaio, che inglobava un serbatoio da 3.5 litri, è "nudo", senza alcuna plastica aggiuntiva e la sua forma è particolarmente sportiva.
Il motore è un Franco Morini con cambio a 3 o 4 marce e i freni sono a tamburo. Sono esistite diverse modifiche per questo motore, e c'era anche chi sostituiva l'intero blocco originale con un Minarelli a 6 marce chiamato P6.
Culturalmente, può essere considerato a tutti gli effetti un'espressione di quell'edonismo reaganiano che anche in Italia andava diffondendosi in quel decennio. Infatti, nell'Oxford il piacere di guida è la priorità e gli oxfordisti considerano il proprio tubone ben più di un normale mezzo di trasporto. Anche l'estetica diveniva quindi fondamentale, fu infatti uno dei primi ciclomotori dotato già di serie di determinati particolari estetici a quel tempo curati solo da moto di grossa cilindrata. I cerchi in lega, la Sella Yankee e le colorazioni sportive rendevano l'Oxford particolarmente accattivante, mentre il robusto telaio le forcelle, gli ammortizzatori, gli pneumatici ed il motore a 4 rapporti erano tutti elementi sovradimensionati, in grado di supportare sollecitazioni ben superiori di quelle che offriva all'uscita della fabbrica; da molti giovani ancora considerato uno dei più bei cinquantini in circolazione.

## La bicicletta
Sulla scia dell'enorme successo del motorino, Peripoli mise in commercio una bicicletta la cui estetica ne ricalcava molto le fattezze.
Faceva uso di un telaio di uguale forma a quello del motorino, seppur alleggerito e un po' più squadrato,  al quale erano attaccati dei pezzi di plastica che componevano una carenatura anch'essa molto simile.
Vi era pure una spiccata somiglianza pure per quanto riguarda i cerchi, più piccoli, più leggeri ma che, sempre come quelli del motorino, erano in acciaio, a tre razze doppie ed in tinta carrozzeria.
I freni erano a tamburo nel modello normale e a disco in quello più costoso.
Sul telaio era montato un cambio a cloche a tre rapporti e la fanaleria consisteva in un comodo faro a batteria anteriore con grata di protezione contro i sassi ed un catarifrangente posteriore.
Le sospensioni a molla riprendevano esteticamente il look tipico delle sospensioni idrauliche, mediante un finto pistoncino in plastica montato alla base.
La bicicletta aveva il difetto di essere pesante, anche se molto comoda.